# 이음맞춤
이음맞춤(joinery)이란 목공에서 두 재목의 끝을 만나게 만드는 일이다. 평행하게 만나는 것을 이음이라 하고, 직교하게 만나는 것을 맞춤이라 하며, 그 만나는 부분을 이음매(joint)라고 한다.
가구 같은 것을 만드는 소목일에서부터 목골조 건물을 세우는 대목일에 이르기까지 이음과 맞춤은 목공 전체에서 사용된다.  때로 퍼즐 같은 장난감에 응용될 수도 있다.

## 이음의 종류
| 이름         | 개념도 | 설명 |
| ------------ | ------ | --- |
| 맞댄이음     |        | 두 자재의 끝을 그냥 서로 맞대 놓는다. 가장 간단하면서 가장 약한 이음이다.                                                      |
| 겹이음       |        | 두 자재의 끝을 그 모양이 맞도록 깎아서 서로 겹쳐 놓는다. 두 번째로 간단하면서 약한 이음이다.                                   |
| Bridle joint |        | 홈의 한 쪽이 열려 있어서 포크 같은 모양을 이룬다.                                                                              |
| 촉이음       |        | 두 자재에 구멍을 뚫어서 그 구멍에 촉을 끼워 연결한다. 대량생산에 적합하여 공장제 가구에서 흔히 볼 수 있다.                     |
| 연귀맞춤     |        | 맞댄이음과 비슷하지만 두 자재의 끝이 대각선으로 잘려 그 면이 맞닿는다.                                                         |
| 사개맞춤     |        | 두 자재에 여러 개의 촉과 홈을 깎아서 서로의 촉과 홈이 맞물리게 한다. 주로 상자 모서리에 사용된다.                              |
| 열장장부이음 |        | 대각선으로 파낸 홈에 같은 모양으로 깎은 돌기가 끼워지는 이음. 사개맞춤보다 더 튼튼하다.                                        |
| 턱맞춤       |        | 자재 하나에 홈을 파고, 그 홈의 크기에 맞는 다른 자재를 통째로 집어넣는다.                                                      |
| 제혀쪽매     |        | 자재들의 끝에 길고 납작한 "혀"를 만들고 반대쪽 끝에는 그혀가 들어갈 홈을 파서 한 자재의 혀가 다른 자재의 홈에 들어맞게 만든다. |
| 장부이음     |        | 홈과 촉을 파서 촉을 홈 속에 단단히 끼우는 이음. 튼튼한 편이다.                                                                 |
| 빗턱맞춤     |        | 대각선 자재에 직각 홈을 파서 아랫자재를 끼운다.                                                                                |
| 왕찌맞춤     |        | 두 개의 자재가 교차하는 지점을 파내서 서로 포개지도록 한다. 아래 자재를 받을장, 윗 자재를 엎을장이라고 한다.                   |
| 턱이음       |        | 같은 모양으로 깎은 두 자재의 끝이 서로 만나는 이음. 깎은 모양에 따라 반턱이음, 엇턱이음, 빗턱이음, 갈퀴어음으로 나뉜다.        |